# End of Eden
End of Eden (рус. Конец Эдема) — третий студийный альбом финской симфо-пауэр-метал-группы Amberian Dawn, выпущенный 20 октября 2010 года. Это первый альбом группы, вышедший на лейбле Spinefarm Records, до этого коллектив сотрудничал с KHY Suomen Musiikki.

## Запись
В ноябре 2009 года группа Amberian Dawn завершила тур в поддержку The Clouds of Northland Thunder, который они провели вместе с Epica и Sons of Seasons. 23 ноября на официальном сайте было объявлено, что Туомас Сеппала написал много новой музыки для третьего альбома, который выйдет в 2010 году, а Хайди Парвиайнен занялась написанием лирики. Запись альбома началась в конце 2009 года, и продолжалась в течение полугода.
12 июля 2010 года, Amberian Dawn официально объявили, что их следующий альбом будет называться «End of Eden», и что он будет выпущен 20 октября того же года. Они также сообщили, что подписали контракт с Spinefarm Records. Название альбома было придумано относительно поздно, когда уже было закончено написание музыки, а тексты писались.
23 августа на официальном сайте появились обложка и трек-лист будущего релиза. В то же время они выпустили один онлайн-сингл, Arctica, он стал доступен для скачивания на MySpace и Spotify.
20 октября альбом появился в продаже. В этот же день группа опубликовала клип на песню Arctica.

## Обложка
Обложка была вдохновлена названием альбома и его тематикой. На лицевой стороне изображен заброшенный и опустевший Эдем, на переднем плане изображены древо познания, змий и надкусанный запретный плод (изображённый в европейской традиции, то есть в виде яблока), символизирующий грехопадение.

## Композиция

### Музыкальный стиль
Ещё до выхода альбома сообщалось, что он будет «более разнообразнее, быстрее и темнее, чем предыдущие альбомы». В обзоре музыкального сайта Necroweb указывается, что многие песни имеют гораздо более меланхоличный подход, чем на предыдущих альбомах; особенно это проявляется в композициях «War in Heaven» и «Come Now Follow».
В альбоме есть несколько более длинных композиций, чего не встречалось в предыдущих релизах Amberian Dawn, это «Ghostly Echoes» (5:44) и «War in Heaven» (7:24), также у композиций более сложная структурами.

Я просто хотел попробовать что-то новое и довольно смело экспериментировали с различными видами музыкальных стилей. Эти стили не являются новыми для меня, но я не создавал вещи такого рода для Amberian Dawn до этого. Я планирую продолжить эксперименты вроде этого в будущем и, безусловно, делать ещё более шокирующие вещи для Amberian Dawn в будущем.
Оригинальный текст (англ.)I just wanted to try something different and quite boldly experimented with different kind of musical styles. Those styles are not new to me, but I haven't composed this kind of stuff to AD before. I'm planning to continue this kind of experiments in the future also and will definitely do some even more shocking stuff for AD in the future.
— Туомас Сеппала
Одна из песен на альбоме, «Virvatulen Laulu» написана полностью на финском языке и в классическом стиле, чем отличается от остальных композиций альбома, содержащих английские тексты и тяжёлое металическое звучание.

Я хотел поэкспериментировать на этом альбоме, и в результате включать «Virvatulen Laulu», которая является классической частью.
Оригинальный текст (англ.)I wanted to experiment more on this album, and the result include "Virvatulen Laulu" which is a classical piece.
— Туомас Сеппала
Сеппала прокомментировал «War in Heaven», финальную песню альбома: «Очень медленная, темная и тяжелая часть музыки, и это определенно не типичная песня для Amberian Dawn. Я просто хотел написать песню в стиле Хеви-метала 1980-х годов, который мне сильно нравится». Наряду с «Talisman» и «City of Corruption» он называет её своей любимой песней с альбома.

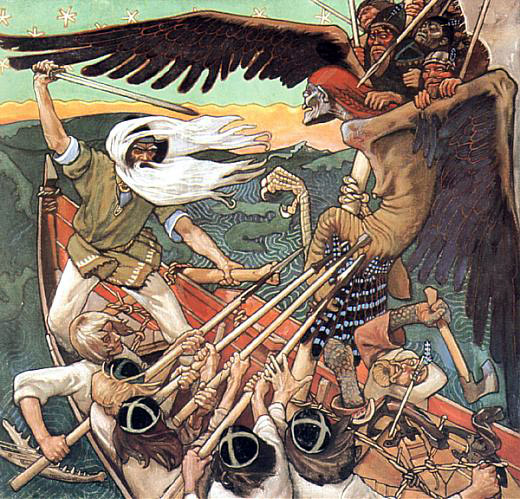
А. Гален-Каллела. «Защита Сампо»

### Лирика
После публикации обложки и трек-листа возникли споры насчёт того, является ли End of Eden концептуальным альбомом. Но это отклонил композитор Тоумас Сепалла, заявивший в одном интервью, что «несмотря на то, на многие названия песен, так или иначе связаны с религией, это не концептуальный альбом». Он также прокомментировал изменение цвета обложек (от синего к красному), объяснив это развитием их музыки.
Помимо песен, связанных с религией, есть много историй, которые отсылают к финской мифологии и поэтическому эпосу Калевала, в том числе композиция «Sampo»(Сампо), который является чудо-предметом, обладающий магической силой. «Field of Serpents» ссылается на историю, в которой Ильмаринен получил задачу вспахать поле змей прежде чем он смог жениться на одной из дочерей Лоухи.
Один из японских бонус-треков имеет название «The Clouds of Northland Thunder», так же называется предыдущий альбом Amberian Dawn.

## Список композиций
Альбом был выпущен в двух версиях: европейской и японской. Европейское издание заканчивается на композиции «War in Heaven», тогда как в японскую помимо десяти основных треков добавлены два бонус-трека.
Все тексты написаны Хайди Парвиайнен, вся музыка написана Туомас Сеппала.
| №   | Название             | Длительность |
| --- | -------------------- | ------------ |
| 1.  | «Talisman»           | 3:41         |
| 2.  | «Come Now Follow»    | 3:47         |
| 3.  | «Arctica»            | 4:59         |
| 4.  | «Ghostly Echoes»     | 5:44         |
| 5.  | «Sampo»              | 3:12         |
| 6.  | «Blackbird»          | 3:58         |
| 7.  | «Field of Serpents»  | 3:39         |
| 8.  | «City of Corruption» | 4:20         |
| 9.  | «Virvatulen Laulu»   | 3:46         |
| 10. | «War in Heaven»      | 7:24         |

| №   | Название                          | Длительность |
| --- | --------------------------------- | ------------ |
| 11. | «Sampo» (Расширенная соло версия) | 3:38         |
| 12. | «The Clouds of Northland Thunder» | 2:33         |

## Участники записи

### Основной состав
- Heidi Parviainen — вокал
- Tuomas Seppälä — клавишные и гитара
- Kasperi Heikkinen — гитара
- Emil Pohjalainen — гитара
- Tommi Kuri — бас-гитара
- Joonas Pykälä-Aho — ударные

### Приглашённые участники
- Jens Johansson (клавишные соло)
- Markus Nieminen (оперный мужской вокал в «Virvatulen Laulu»)
- Peter James Goodman (мужской вокал)